# アンリ・ヴィクトル・ルニョー
アンリ・ヴィクトル・ルニョー（Henri Victor Regnault、1810年7月21日 - 1878年1月19日）は、フランスの化学者・物理学者。気体比熱、気体の圧力と体積の関係などの精密測定を行った。

## 生涯
科学以外にも写真にも興味を持ち、現像にピロガロールを用いたり、ネガを用いるなどの試みを行い、1854年11月15日にはオランプ・アグアードらと共にフランス写真協会（ソシエテ・フランセーズ・デ・フォトグラフ）を設立し、ルニョーはその初代会長に就任したことでも知られる。
エクス・ラ・シャペル（現在のドイツ・アーヘン）に生まれ、父親の死によってパリで家具工場で働いた。1830年に理工科学校に入学し、パリ国立高等鉱業学校を1832年に卒業した。ギーセンのリービッヒの助手として働き、塩化ビニルなど炭化水素の塩化物の合成など有機化学の分野を研究をした。リヨン大学の教授から1840年には理工科学校の教授、1841年にはコレージュ・ド・フランスの物理の教授になった。
1843年から蒸気の物理的な性質についての系統的な精密な計測を行い、結果を1847年に出版した。その業績により翌年ランフォード・メダルを受賞した。1854年、セーヴル製陶所の所長になった。セーヴルで、物質の熱的性質の研究を続けた。感度のよい温度計、湿度計、熱量計を作り、多くの物質の比熱、多くの気体の熱膨張係数を調べた。それらの結果から、『気体の温度と体積が比例する』というシャルルの法則は近似式であって、液相から十分離れた気体でしか成り立たないことを発見した。1869年コプリ・メダル受賞。
1871年の普仏戦争でルニョーの実験室は破壊され、画家だった息子アンリ・ルニョーが戦死したことにより、翌年ルニョーは引退し、傷心のままパリ近郊のオートゥイユで生涯を終えた。